# Ternay, Vienne
Ternay är en kommun i departementet Vienne i regionen Nouvelle-Aquitaine i västra Frankrike. Kommunen ligger i kantonen Les Trois-Moutiers som tillhör arrondissementet Châtellerault. År 2022 hade Ternay 192 invånare.

## Befolkningsutveckling
Antalet invånare i kommunen Ternay
| Referens: INSEE |